# Lomariopsis brackenridgei
Lomariopsis brackenridgei är en ormbunkeart som beskrevs av Carr. Lomariopsis brackenridgei ingår i släktet Lomariopsis och familjen Lomariopsidaceae. Inga underarter finns listade.